# Mathias Pittelkow
Mathias Pittelkow (* 31. Dezember 1961 in Zeulenroda) ist ein ehemaliger deutscher Fußballspieler. In der höchsten Spielklasse des DDR-Fußballs, der Oberliga, spielte er für den FC Carl Zeiss Jena.

## Sportliche Laufbahn

### Gemeinschafts-, Club- und Vereinsstationen
Der am Silvestertag 1961 im Ostthüringer Schiefergebirge geborene Defensivakteur begann bei der BSG Chemie Pausa mit dem Fußballspielen und wurde von dort 1975 zum Schwerpunktclub des Bezirkes Gera, dem FC Carl Zeiss Jena, delegiert. Aus der Jugend des renommierten Fußballclubs, in dem er ab 1979 zum Nachwuchsoberligaaufgebot von Trainer Uli Thomale zählte, gelang ihm der Sprung in die 1. Mannschaft der Jenaer, die Anfang der 1980er-Jahre von Hans Meyer gecoacht wurde.

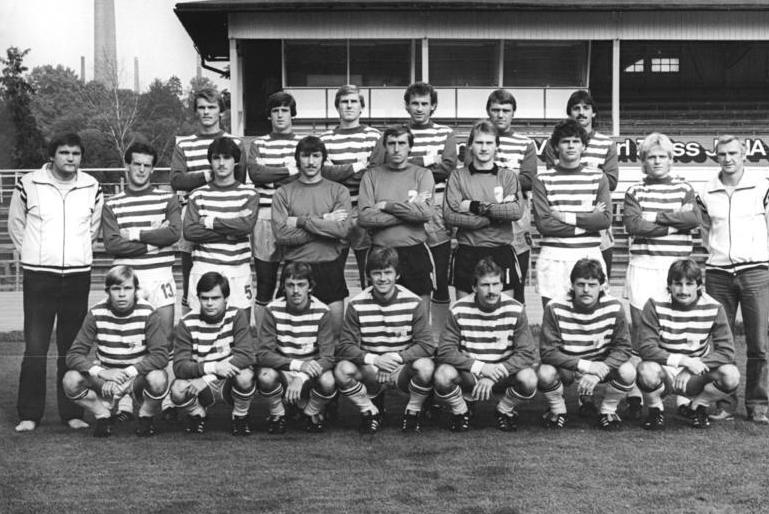
Mathias Pittelkow (vordere Reihe, Erster von links) beim FC Carl Zeiss Jena (1983)

In der Saison 1981/82 gab er sein Debüt in der höchsten Spielklasse des DDR-Fußballs, der Oberliga. Am 22. Spieltag wurde er zehn Minuten vor Ende der Partie beim 1:0-Heimsieg gegen den 1. FC Magdeburg von Meyer für Martin Trocha erstmals eingewechselt. In den folgenden Jahren konnte sich Nachwuchsauswahlspieler nicht als Stammspieler in der Jenaer Oberligamannschaft etablieren. 16 Matches im Spieljahr 1984/85 und 15 absolvierte Spiele 1986/87, dann schon unter Dietmar Pfeifer beziehungsweise seinem früheren Mitspieler Lothar Kurbjuweit als verantwortlichem Trainer, stellten den Höhepunkt seiner Einsatzzeiten pro Saison dar.
Konstanter lief er Mitte der 1980er-Jahre in der Reserve des FC CZ Jena, die als Geraer Bezirksmeister und verlustpunktfreier Sieger in Staffel 3 der Ligaaufstiegsrunde 1984 die Qualifikation für die Zweitklassigkeit erreicht hatte, in der Liga auf. In der Zweitklassigkeit kam er für Jena II auf 59 Einsätze mit 15 Toren. Mit allein acht Toren in der Spielzeit 1987/88 war er der beste Schütze seiner Elf.
Insgesamt absolvierte der 1,80 Meter große Pittelkow 67 Oberligapartien, in denen er einen einzigen Treffer (in seiner zweiten Erstligaspielzeit glich er beim 4:1-Heimsieg des FCC gegen den FC Hansa Rostock die Führung der Norddeutschen mit „einem prächtigen Flachschuß“ aus) im Oberhaus erzielte. Im Europapokal bestritt er sieben Spiele für den FC Carl Zeiss und war bei den beiden bisher letzten Auftritten der Jenaer auf internationaler Bühne im Pokalsiegerwettbewerb 1988/89 gegen Sampdoria Genua (FCC-Aus nach einem 1:3 in Italien nach 1:1 im Hinspiel in der DDR) im Herbst 1988 am Ball.
Durch die im Sommer 1989 geschaffenen Möglichkeit parallel sowohl bei einer Oberliga- als auch bei einer Ligamannschaft eingesetzt werden zu können, lief Pittelkow im Wendeherbst einerseits für das Jenaer Oberligateam und andererseits für die Elf der BSG Wismut Gera in der zweitklassigen Ligastaffel B auf. Ab dem Spieljahr 1990/91 spielte er dann ausschließlich in Gera und gelangte im Zuge der Auflösung des eigenständigen ostdeutschen Ligensystems nach der deutschen Wiedervereinigung mit seinem Verein in die drittklassige Amateur-Oberliga. In deren erstem Jahr auf dem Gebiet der früheren DDR belegte er mit dem Wismut-Team den 8. Platz. Bereits mit 30 Jahren endete seine Laufbahn im höherklassigen Fußball.

### Auswahleinsätze
In den Jahren 1981 und 1982 konnte sich das Nachwuchstalent erfolgreich den Auswahltrainern des DFV anbieten. Für die DDR-U-21 absolvierte Pittelkow sechs Länderspiele.